# 군대의 복종과 위대함
군대의 복종과 위대함(Servitude et grandeur militaires)은 알프레드 드 비니의 삼부작 소설이다. 1835년에 출판했다. 1814년부터 1827년까지 군인이었던 작가의 경험이 반영되어 있으며, 군대에서의 삶과 전반적인 삶에 대한 단편 소설 모음집이다.
작자가 군대생활을 했던 경험과 견문을 바탕으로 쓴 세 단편으로 되어 그의 군대관이 담겨져 있다. 그가 겪은 군대생활은 환멸과 굴종의 연속이었으나 그 속에서 진실로 위대한 것은 한 병졸의 숨은 복종이라고 설파하고 있다.

## 구성
- 《붉은 봉랍(封蠟)》
- 《벵센의 야회(夜會)》
- 《르노르 대위의 삶과 죽음》